# Myzus kokusaki
Myzus kokusaki är en insektsart. Myzus kokusaki ingår i släktet Myzus och familjen långrörsbladlöss. Inga underarter finns listade i Catalogue of Life.